# Нижнє Чернихово
Нижнє Чернихово (біл. Ніжняе Чэрніхава) — село в Білорусі, у Барановицькому районі Берестейської області. Орган місцевого самоврядування — Вольновська сільська рада.

## Населення
За переписом населення Білорусі 2009 року чисельність населення села становило 333 особи.